# The Romance Promoters
The Romance Promoters è un film muto del 1920 diretto da Chester Bennett che ha come interpreti principali Helen Ferguson ed Earle Williams.

## Produzione
Il film fu prodotto dalla Vitagraph Company of America.

## Distribuzione
Il copyright del film, richiesto dalla Vitagraph Co. of America, fu registrato il 6 ottobre 1920 con il numero LP15642. Il film fu distribuito dalla Vitagraph Company of America nel dicembre 1920.
Non si conoscono copie ancora esistenti della pellicola che viene considerata presumibilmente perduta.